# Цинган
Цинга́н (кит. упр. 青冈, пиньинь Qīnggāng) — уезд городского округа Суйхуа провинции Хэйлунцзян (КНР).

## География
Уезд Цинган на востоке граничит с уездом Ванкуй, на северо-востоке — с городским уездом Хайлунь, на севере — с уездом Миншуй, на западе — с городским округом Дацин, на юго-западе — с городским уездом Аньда, на юге — с уездом Ланьси.

## История
Изначально здесь были заповедные земли. В 1860 году заповедный статус был снят, и сюда стали переселяться китайцы из провинций Хэбэй, Ляонин и Гирин. В связи с увеличением населения 29 января 1905 года в этих местах был образован уезд Цинган.
В 1923 году северная часть уезда была выделена в отдельный уезд Миншуй.
В 1931 году Маньчжурия была оккупирована японскими войсками, а в 1932 году было образовано марионеточное государство Маньчжоу-го. В 1945 году Маньчжурия была освобождена Советской армией, и уезд Цинган оказался в составе провинции Хэйлунцзян. В 1947 году провинции Хэйлунцзян и Нэньцзян были объединены в «Объединённую провинцию Хэйлунцзян и Нэньцзян» (сокращённо — провинцию Хэйнэнь), однако вскоре разделены вновь.
В 1956 году решением Госсовета КНР был образован Специальный район Нэньцзян (嫩江专区) и уезд вошёл в его состав. В 1958 году он был расформирован, и уезд был передан в состав Специального района Сунхуацзян (松花江专区). В 1965 году Специальный район Сунхуацзян был переименован в Специальный район Суйхуа. Во время Культурной революции правительство Специального района Суйхуа в 1967 году было расформировано, а вместо него образован Революционный комитет; сам специальный район в это время трансформировался в Округ Суйхуа (绥化地区). В 1978 году Революционный комитет был преобразован в правительство округа. В 1999 году решением Госсовета КНР округ Суйхуа был преобразован в городской округ Суйхуа.

## Административное деление
Уезд Цинган делится на 6 посёлков и 9 волостей.
| №  | Название | Название (кит.) | Статус  | Население чел. (2010) | На карте                         |
| -- | -------- | --------------- | ------- | --------------------- | -------------------------------- |
| 1  | Цинган   | 青冈镇          | поселок | 111395                | 46°41′27″ с. ш. 126°06′02″ в. д. |
| 2  | Чжэньсян | 祯祥镇          | поселок | 40315                 | 46°59′36″ с. ш. 125°47′27″ в. д. |
| 3  | Лаодун   | 劳动乡          | волость | 32925                 | 46°44′09″ с. ш. 125°58′22″ в. д. |
| 4  | Дэшэн    | 德胜乡          | волость | 31942                 | 46°51′58″ с. ш. 126°07′25″ в. д. |
| 5  | Чжаган   | 柞岗乡          | волость | 31058                 | 46°38′43″ с. ш. 126°07′05″ в. д. |
| 6  | Синхуа   | 兴华镇          | поселок | 29487                 | 47°02′17″ с. ш. 126°10′55″ в. д. |
| 7  | Миньчжэн | 民政乡          | волость | 26144                 | 46°43′16″ с. ш. 126°10′29″ в. д. |
| 8  | Чжунхэ   | 中和镇          | поселок | 25470                 | 46°52′03″ с. ш. 125°42′50″ в. д. |
| 9  | Юнфэн    | 永丰镇          | поселок | 24777                 | 46°52′38″ с. ш. 126°01′12″ в. д. |
| 10 | Лухэ     | 芦河镇          | поселок | 22447                 | 46°33′41″ с. ш. 126°09′44″ в. д. |
| 11 | Цзяньшэ  | 建设乡          | волость | 21620                 | 46°45′38″ с. ш. 125°51′11″ в. д. |
| 12 | Чаншэн   | 昌盛乡          | волость | 21204                 | 46°33′52″ с. ш. 126°16′02″ в. д. |
| 13 | Инчунь   | 迎春乡          | волость | 21083                 | 47°02′13″ с. ш. 125°56′48″ в. д. |
| 14 | Ляньфэн  | 连丰乡          | волость | 18311                 | 46°53′48″ с. ш. 125°52′55″ в. д. |
| 15 | Синьцунь | 新村乡          | волость | 12657                 | 46°52′18″ с. ш. 125°36′53″ в. д. |

## Экономика
Основа экономики — сельское хозяйство. По состоянию на 2024 год площадь посевов пищевой кукурузы в уезде достигла 11,33 тыс. га, годовое производство составляло 400 млн початков, а годовая стоимость продукции — более 650 млн юаней (92,14 млн долл. США).